# ترزیگالو
ترزیگاللو (به ایتالیایی: Tresigallo) یک کومونه در ایتالیا است که در استان فرارا واقع شده‌است. ترزیگاللو ۲۰ کیلومتر مربع مساحت و ۴٬۶۶۲ نفر جمعیت دارد و ۴ متر بالاتر از سطح دریا واقع شده‌است.